# 黑民 (突厥)
黑民（Qara bodun）是突厥汗国对平民的称呼。
“bodun”一词意为“人民”。该词通常出现在部落联盟名称之后，也见于“贝格与部众”（begler bodun）这一表述中，意为“贵族与平民”。“Qara”（喀喇）一词，原意是黑色，用于指代较低等级或臣属的社会阶层。在8世纪的突厥文和回鹘文碑铭中，非贵族的普通民众被称为黑民（“Qara bodun”）。